# Zapus hudsonius
Zapus hudsonius är en däggdjursart som först beskrevs av Zimmermann 1780.  Zapus hudsonius ingår i släktet Zapus och familjen hoppmöss. IUCN kategoriserar arten globalt som livskraftig.
Artepitet i det vetenskapliga namnet syftar på förekomsten vid Hudson Bay.

## Utseende
Liksom hos andra hoppmöss är artens bakre extremiteter tydlig längre än de främre. Individerna når en kroppslängd av 19 till 26 cm inklusive den 11 till 16 cm långa svansen. Pälsen är på ovansidan brun till svartbrun och vid buken gul- till vitaktig. På ryggens mitt finns en mörk strimma och svansen har en vit spets.

## Utbredning och habitat
Denna hoppmus förekommer i stora delar av Nordamerika från Alaska över Kanada till östra USA. I centrala USA sträcker sig utbredningsområdet söderut till Arizona och New Mexico. Arten saknas i USA väster om Klippiga bergen och i de sydöstra delstaterna. Habitatet utgörs av gräsmarker som prärien, av strandlinjer och av mindre trädansamlingar eller öppna skogar.

## Ekologi
Zapus hudsonius äter insekter och olika växtdelar som frön, frukter och svampar. Födans sammansättning varierar mellan årstiderna. Arten lagrar fett i kroppen och håller sedan vinterdvala.
Individerna är främst aktiva på natten och de lever utanför parningstiden ensam. De håller vanligen från september eller oktober till april eller maj vinterdvala. Honor har upp till tre kullar per år med upp till nio ungar per kull (oftast omkring 5 ungar). Dräktigheten varar 17 till 20 dagar. Den maximala livslängden är 2 eller sällan 3 år.
Arten jagas av hökfåglar och ugglor.

## Underarter
Arten delas enligt Catalogue of Life in i följande underarter:
- Z. h. campestris
- Z. h. preblei
- Z. h. luteus

Wilson & Reeder (2005) listar inga underarter.